# Виноделие

Карта стран, производящих и экспортирующих вино (2020)

Виноде́лие — производство вина из винограда, а также из других плодов и ягод. Происходит главным образом на специализированных винодельческих хозяйствах. Изучением винодельческих технологий занимается энология.
Виноделие включает этапы подбора плодово-ягодного сырья для производства вина, винификации (технологический процесс переработки винограда в виноматериал) и розлива виноматериалов в тару. Винификация как ключевое звено винодельческого производства включает следующие операции: дробление сырья и отделение гребней (у винограда) или плодоножек (у плодов и ягод), получение сусла, спиртовое брожение сусла или мезги, малолактическую ферментацию, спиртование (при изготовлении креплёных вин), выдержку вин и специальную их обработку (доливка, фильтрование, пастеризация и т. п.).

## История
Виноделие возникло после освоения людьми культивирования винограда; это произошло в эпоху неолита. Самые ранние археологические свидетельства ферментации вина были обнаружены при раскопках на территории современной Грузии (Шулавери, 6000 год до н. э.), Ирана (Хаджи-Фируз, 5000 год до н. э.), Греции (4500 год до н. э.), Армении (Арени, 4100 год до н. э.) и Сицилии (4000 год до н. э.). 
На территории Грузии обнаружены свидетельства виноделия, которым не менее 8 тысяч лет (в частности, следы вина на глиняной посуде). При археологических раскопках в могильниках бронзового века найдены кувшины с остатками виноградных косточек, винодельческое оборудование — каменные прессы, давильни винограда, различные винные сосуды из глины и металла. В Армении в пещере Арени-I была найдена наиболее древняя из известных сегодня винодельня, относящаяся к концу 5-го тысячелетия до нашей эры. На территории Греции обнаружены следы целенаправленной прессовки винограда, относящиеся к 5-му тысячелетию до н. э., что также может служить свидетельством раннего производства вина.
В 1980 году в гробнице в Синьяне (китайская провинция Хэнань) обнаружили две целые бутылки с ароматизированным алкогольным напитком из цитронеллы, разлитым за 1300 лет до н. э. Это вино считается самым старым в мире.

## Общее описание

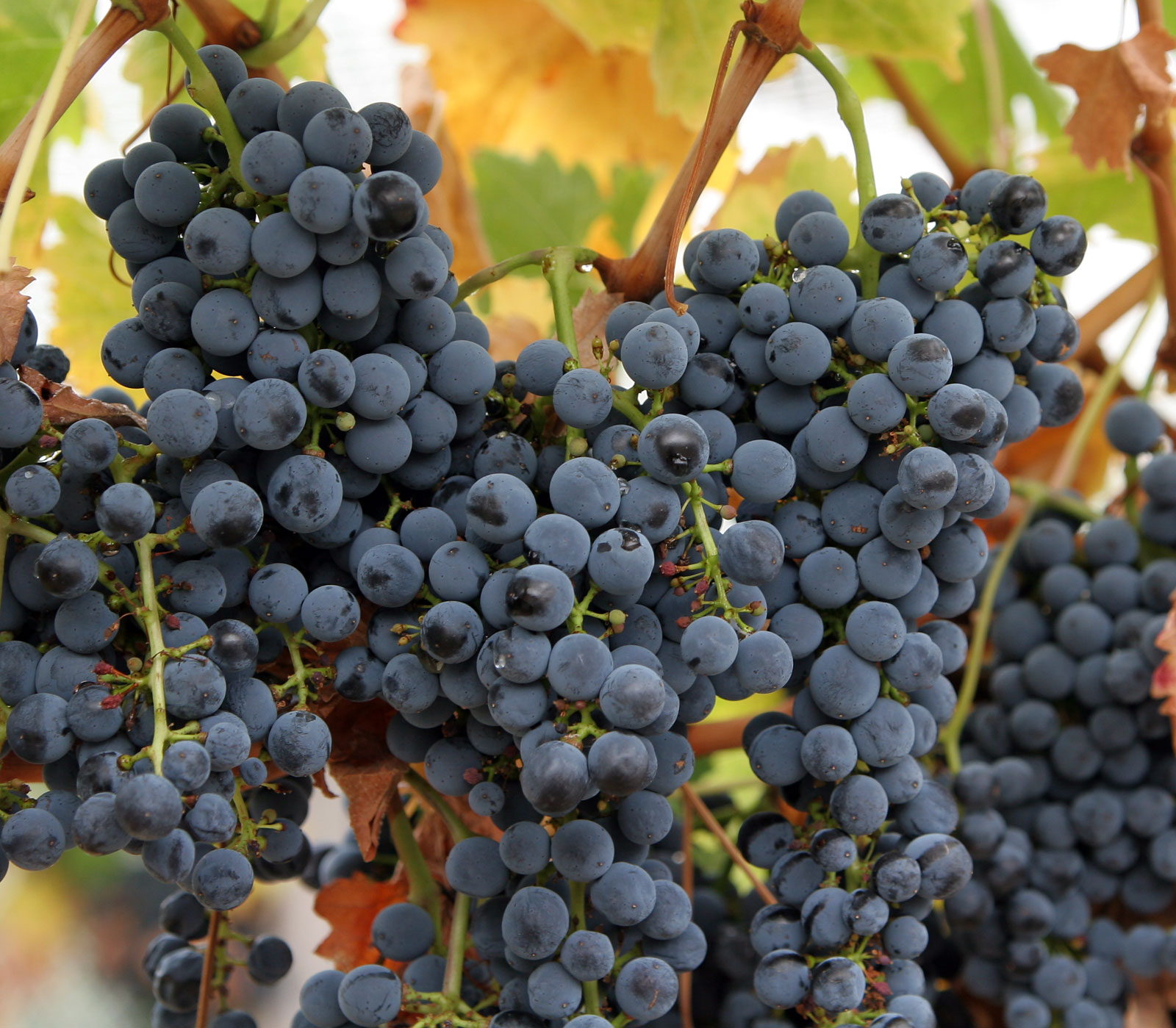
Чёрный виноград

Работа винодела начинается со сбора винограда, наступающего в тот момент, когда виноград достиг полной зрелости, то есть когда в нём образовалось оптимальное количество сахара и накоплено достаточное количество фенольных соединений. К этому времени ягоды становятся мягкими, кожица — тонкой и прочной; гребни приобретают бурую окраску и более или менее деревенеют; кисти винограда слабо держатся на кусте, ягоды — на гребне; сок последних становится гуще и слаще; косточки легко отстают от содержимого ягод. Но стоит помнить, что для точного установления времени сбора, играющего важную роль при создании вина и находящегося в зависимости от местных почвенных и климатических условий, от положения виноградника, от способа воспитания лозы, от сорта винограда и т. д., требуется, помимо перечисленных признаков спелости винограда, ещё многолетний опыт винодела.

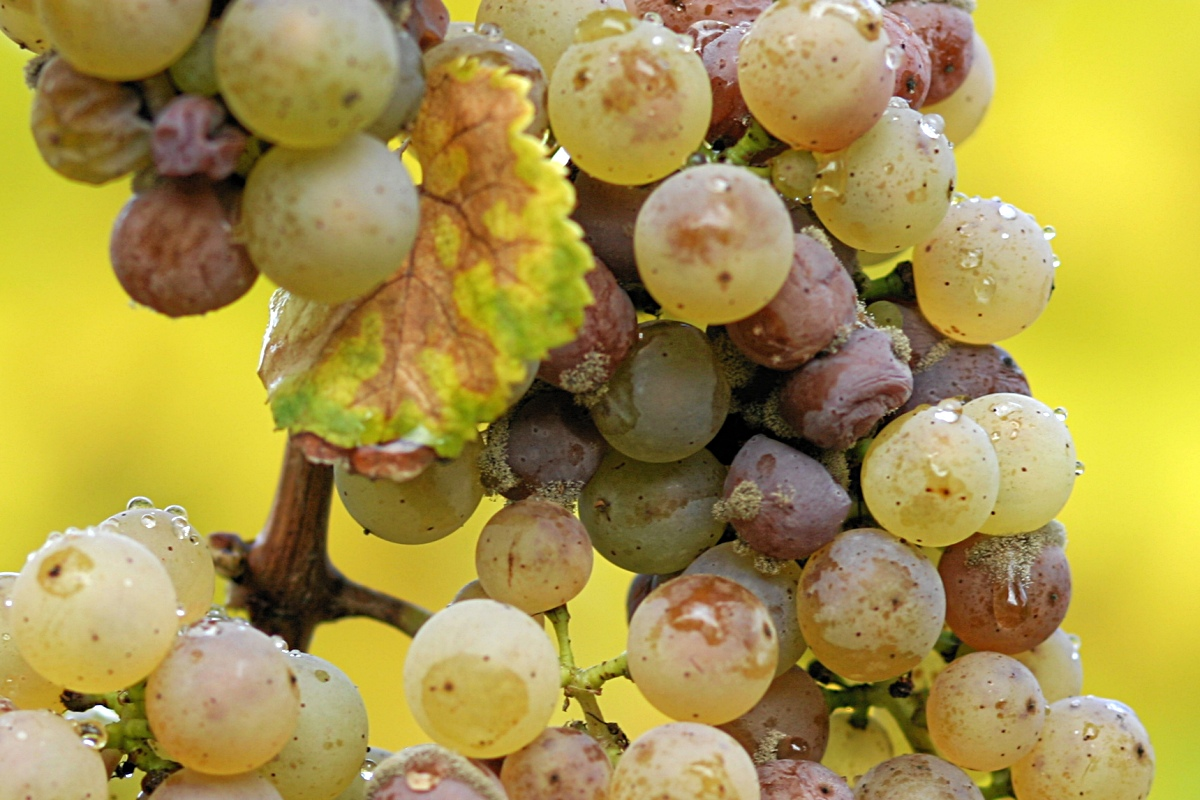
Белый виноград, поражённый Botrytis cinerea

Для получения натуральных сладких белых вин следует оставлять виноград на кусте дольше — только бы он не испортился. Так, на Рейне и в Сотерне виноград не снимается с куста, пока на нём не начинает развиваться особый грибок (Botrytis cinerea), при этом ягоды сильно сморщиваются, теряют в весе и в них весьма существенно увеличивается содержание сахара.
Точно так же там, где занимаются производством сладких ликёрных вин, виноград висит на кустах по возможности долго. Иногда для способствования сгущению содержимого ягоды, то есть для увеличения её сахаристости, скручивают гребень у основания. Для той же цели, то есть для получения ликёрных вин, в местностях, где осень бывает дождлива и, следовательно, продолжительное оставление винограда на кусте было бы рискованно, виноград снимают и, раскладывая на соломенных плетёнках, подвергают так называемому вялению.

### Сбор винограда

#### Погодные условия

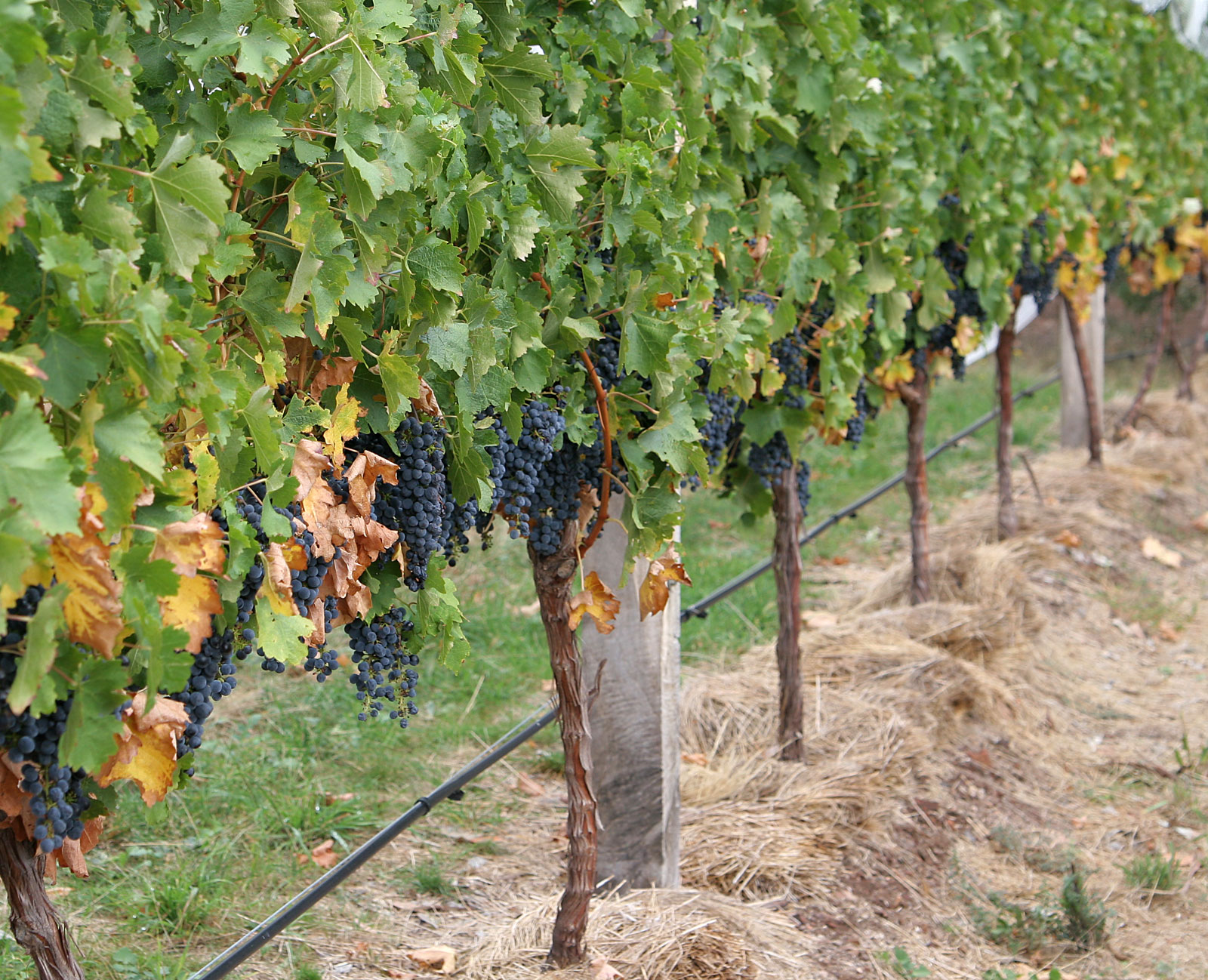
Виноградники

Состояние погоды во время сбора винограда и даже время суток, в которое производится сбор ягод, оказывают значительное влияние на качество и вкус вина.
- Сбор винограда во время дождя не допускается, иначе сусло будет разжижено, вино получится очень мягкое с невыраженными вкусовыми качествами; кроме того, вино из загрязнённых ягод, что неизбежно во время дождя, будет ниже по достоинству и легко подвергнется порче; возможно гниение винограда; не следует также собирать виноград в туманную погоду и рано утром, когда на нём ещё лежит роса.

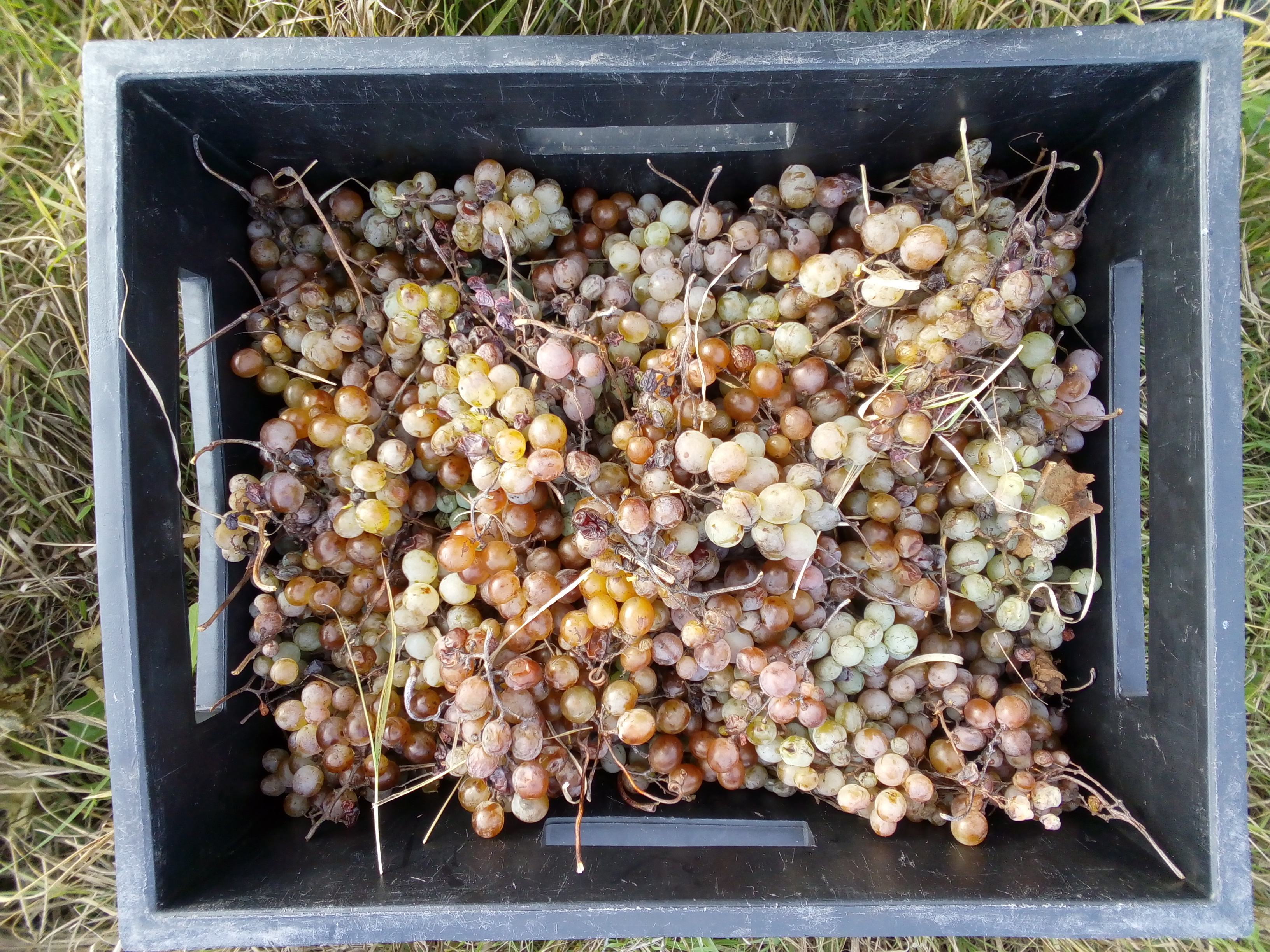
Сентябрь, юг Одесской области

#### Время дня
Современные технологии производства вина ориентированы на сохранение свежих, фруктовых ароматов. Для этого обработка винограда, включая его сбор, проводится при как можно более низкой температуре. Тёплое сусло значительно активнее взаимодействует с кислородом воздуха, окисляясь и теряя свежесть. Поэтому многие хозяйства, особенно в местах с жарким климатом, практикуют ночной сбор ягод. Холодное сусло медленно сбраживают, контролируя температуру ёмкости.

#### Периодичность
Сбор винограда производится в один или несколько приёмов, по мере созревания винограда. С лозы предварительно удаляются гнилые и повреждённые болезнями ягоды и грозди. Тщательное отделение последних в особенности важно для красного вина, цвет которого заметно ослабляется разложившимися ягодами. Собранный виноград должен быть в максимально сжатые сроки после сбора отсортирован и подвергнут дальнейшим манипуляциям, иначе при более или менее высокой температуре воздуха в нём может легко образоваться уксусная кислота, чему особенно способствуют повреждённые или гнилые ягоды. Последние, кроме того, сообщают ему неприятный запах плесени.

### Отжим
Чтобы извлечь из собранного винограда сок и привести его в брожение для получения вина, виноград должен быть отжат. Прессование производится специальными машинами различных типов, самой простой из которых является ручная дробилка. Такая дробилка содержит два бороздчатых чугунных вала, вращающихся в разные стороны. Между ними пропускается виноград с гребнями или без них.
Иногда отжим винограда идёт параллельно с отделением его от гребней. Для этого употребляют продырявленные доски-тёрки и решёта из толстой, покрытой цинком проволоки. Величина отверстия такая, чтобы через них проходили ягоды. Отделение винограда от гребней позволяет избежать введения в вино избытка кислоты и дубильных веществ, что неизбежно, когда гребни ещё зелены.
Отделение от гребней в особенности важно при изготовлении белых вин, присутствие дубильных веществ в которых делает их малоприятными и служит впоследствии причиной появления в них буроватого цвета.
Что касается красных вин, то оставление гребней в сусле, из которого они получаются, менее важно, так как:
- некоторая терпкость в них должна быть;
- терпкость в красных винах маскируется красящими и экстрактивными веществами, в них заключающимися.

Ввиду того, что дубильные вещества имеются также в кожице (немного) и в косточках винограда и они при брожении мезги (сусла красного винограда с кожицей, гребнями и косточками) переходят в раствор, нередко оставляют в сусле и гребни, причём всё количество собранного винограда или часть его (1/2, 1/3, 1/4 и т. д.), смотря по принятым в данной местности обычаям.
Для отделения гребней употребляются также особые мельницы-дробилки, с помощью которых производится одновременно и раздавливание ягод. Раздавливание ягод необходимо для приведения содержимого их в непосредственное соприкосновение с воздухом, в котором постоянно носятся бродильные грибки, обусловливающие сам процесс брожения.
Чем тщательнее виноград раздавлен, тем лучше, так как:
- в нераздавленных ягодах развивается брожение иного рода, чем в жидкой массе, и это обстоятельство не может не влиять вредно на качество вина;
- прессование мезги идёт трудно и медленно.

Если виноград плохо созревший, то лучше его слегка раздавить, отпрессовать, потом раздавить сильнее, пропустив, например, через мельницу. Вначале раздавливается и выпрессовывается спелый виноград, а потому из него получается сок со сравнительно большим содержанием сахара и, следовательно, лучшее вино.
Сладкое токайское вино получается из самотёка, то есть из сока, который стекает из чана, заключающего виноград, без предварительного раздавливания ягод. Наибольшей сахаристостью отличается именно жидкая часть содержимого ягод; меньше сахара в соке, извлекаемом из прилегающих к кожице винограда частей, и ещё меньше в мясистой его части, облекающей непосредственно косточку. Необходимо, следовательно, чтобы при раздавливании ягод механическим способом не раздавливались косточки и гребни, которые могут ввести в сусло, помимо избытка дубильных веществ, и такие вещества, которые способствуют появлению мути в вине.
Полученную после раздавливания винограда массу подвергают брожению. Существует некоторая разница в приготовлении белого и красного вина.

### Основные положения для приготовления белого вина
- Сок, полученный из белого винограда и отделённый от твёрдых частей (гребней, шелухи и косточек), которые подвергаются потом давке (нередко 2—3-кратной), вливается в бочки.
- Давка производится прессами различных систем (рычажных, коленчатых, винтовых, гидравлических и др.), из которых наиболее распространённой является система Мабилля. Прессование следует вести по возможности равномерно, не слишком быстро, в особенности вначале и не слишком медленно — иначе твёрдая масса, находящаяся под прессом, вследствие согревания подвергается скисанию. Наилучшие результаты получаются при употреблении прессов меньших размеров и с большим давлением, чем наоборот.
- Вино из-под пресса уступает полученному из прямо процеженного сока: последнее и крепче, и приятнее на вкус, чем первое, которое слабее и кислее, хотя в нём и больше экстрактивных и ароматических веществ.
- Прессование мезги производится после того, как миновало так называемое бурное брожение.
- Белое вино разливают по бутылкам раньше, чем красное, поскольку обычно его не выдерживают в дубовых бочках более полутора лет.

### Основные положения для приготовления красного вина

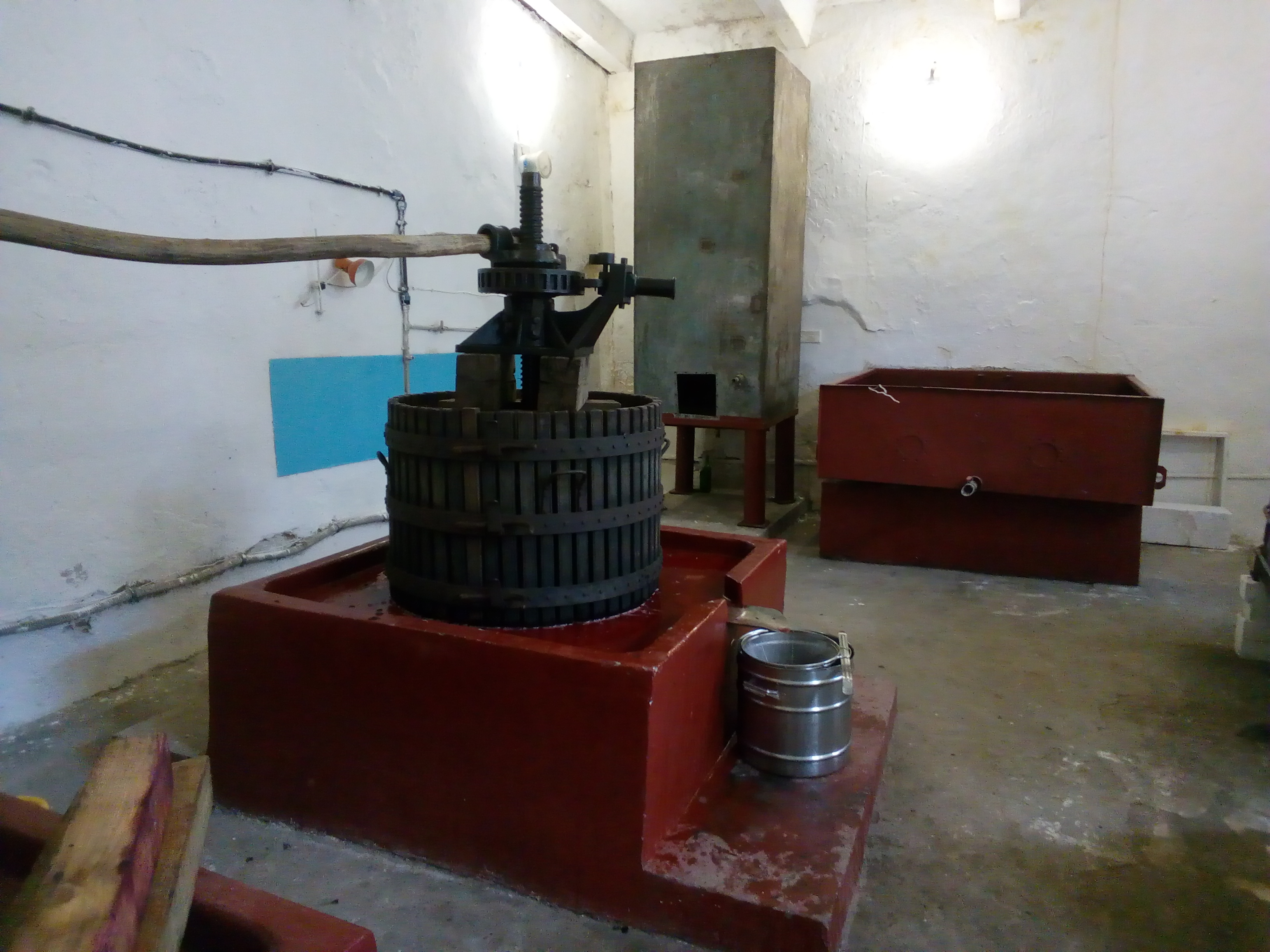
Пресс для чёрного винограда в небольшом хозяйстве

- Незрелый виноград тёмных сортов придаёт вину кислый и грубый вкус; переспелый — уменьшает количество красящих веществ.
- Гнилые ягоды делают красящие вещества нерастворимыми, поэтому они должны быть тщательно удалены. Не следует употреблять в дело бродильные чаны и бочки, клёпки которых начали загнивать. При соприкосновении с металлом вино темнеет.
- Здоровые, не гнилые гребни вводят в вино дубильные вещества (танины), которые способствуют растворению красящих веществ (от чего вино становится тёмным в цвете) и придают молодому вину грубость. Поэтому при приготовлении вина, предназначенного к долгому хранению (выдержке), виноград можно и не отделять от гребней или отделять, но частично; если же вино будет пущено в продажу молодым, то в сусле можно оставить только немного гребней или совсем их не оставлять.
- Терпкость вина может быть увеличена прибавлением косточек винограда светлых или тёмных сортов.
- Ягоды должны быть хорошо раздавлены, но одновременно с этим кожица их не должна быть слишком растёртой или измельчённой.
- Раздавливания косточек надо по возможности избегать, иначе вино останется сравнительно светлым (слабоокрашенным) и одновременно с этим будет трудно поддаваться очистке.
- Мезгу следует всё время стараться держать ниже уровня сусла, или периодически (в течение суток) погружать её в сусло не менее 3—4 раз. При этом (погружении в сусло мезги) её не следует слишком перемешивать. Кроме того перемешивание мезги необходимо повторять во время тёплых ночей в тех случаях, когда в чане нет ложного дна, посредством которого мезга удерживается в вине, иначе при тёплой погоде в течение 8—10 часов в вине может образоваться уксусная кислота.
- Если мезга не всё время (пока идёт активное брожение) покрыта суслом, то при высокой температуре в ней образуется уксусная кислота, а при низкой температуре (из-за медленной скорости брожения) прессование не может быть проведено своевременно, что в свою очередь может привести к разложению мезги прямо в сусле.
- До наступления брожения мезга должна быть предохраняема от излишнего доступа воздуха, иначе в ней образуется уксусная кислота.
- При прочих равных условиях при 15—20 °C растворяется больше красящих веществ, чем при более низкой температуре. В последнем случае, даже несмотря на отличный чёрный цвет винограда и на более позднее прессование, вино будет всё-таки светлое по окраске.
- В холодную погоду не следует собирать виноград рано утром и поздно вечером.
- Если раздавленный виноград очень холоден, то надо нагреть сусло в чане пропусканием пара, или топить бродильню, или же согреть часть сусла и перемешать с остальным. Этими способами увеличивается растворимость красящих веществ. Самая подходящая температура для жидкости 15—20 °C).
- Для нагревания следует брать сусло, полученное исключительно из здоровых ягод. Мезга, в которой содержатся гнилые ягоды или много гребней, не пригодна для этого.
- Время прессования зависит от температуры при брожении и от количества перешедшего в вино танина; при 15—20 °C брожение прекращается через 6—8 дней. Если виноград сам по себе богат дубильными веществами или если в сусло введены гребни и косточки, к прессованию можно приступить через 10—14 дней; необходимо только предохранить мезгу от доступа воздуха.
- Если вино с мезгой стояло слишком долго, то в него могут перейти вещества, которые впоследствии способствуют осаждению красящего вещества.
- Прессование не должно быть слишком медленным, иначе жмыхи, оставаясь долго под прессом начинают согреваться, что приводит в свою очередь к образованию уксусной кислоты.

## Процесс брожения
Виноградное сусло, налитое в бочки или чаны и предоставленное влиянию тёплого воздуха, начинает бродить, причём сахар, заключающийся в нём, перерабатывается дрожжами в углекислоту и алкоголь. Пастер доказал, что при этом образуются ещё глицерин и янтарная кислота и что между количествами алкоголя и глицерина существует известное постоянное отношение, которое колеблется между 7 и 14,4, то есть на 100 частей алкоголя в вине приходятся минимум 7 и максимум 14,4 частей глицерина.

### Чистые культуры дрожжей
Применение в виноделии чистых культур дрожжей относится к самому началу XX века. Культурные дрожжи имеют следующие преимущества: на 1—2 % образуют больше спирта; если дикие дрожжи едва переносят 15 % доли спирта, то чистые культуры дрожжей выдерживают до 18 %, при этом вина обретают стойкость к болезням; букет вина по своим показателям становится выше, чем при самоброжении; вина более богаты экстрактивными веществами. Расы чистых дрожжей также используются при производстве медовых вин для активизации брожения медового сусла, так как известно, что водный раствор пчелиного мёда самопроизвольно не забродит. Высокие органолептические достоинства десертных медовых вин обеспечивают питательные и целебные компоненты сусла: цветочная пыльца (пчелиная обножка), шишки хмеля, пряности, коренья и ягоды.

### Температурный фактор
В числе факторов, существенным образом влияющих на брожение вина, первое место занимает температура: сусло, перебродившее при температуре погреба в 15—20 °C, даёт лучшее по качеству вино.
Температура сусла до и во время брожения, достоинство сусла и размеры бочки, в которую оно налито, должны быть приняты в соображение:
- сусло холодное или богатое сахаром и маленькие бочки требуют и более высокую температуру окружающего воздуха — подвал должен быть нагрет до 20 °C;
- наоборот, можно довольствоваться 15 °C, когда температура сусла выше 12 °C или сусло кислое, вообще плохого качества (такое сусло, как это мы увидим ниже, бурнее бродит и обладает большей силой самонагревания), наконец, когда брожение происходит в больших бочках;
- низкая температура (9—10 °C) погреба задерживает брожение;
- высокая же (25—30 °C), иногда полезная в начале брожения, может принести вред, когда в сусле образовалось несколько процентов алкоголя.

### Дрожжевой фактор
Количество дрожжей, которыми обусловливается правильное и полное брожение, находится в зависимости как от качества самого сусла, так и от более или менее продолжительного доступа воздуха, температуры окружающей среды и т. п. Сусло, полученное из не вполне созревшего винограда или из винограда, растущего на хорошо удобренной или плодородной почве, также оставленное некоторое время с кожурой, бурнее и совершеннее бродит. Воздух, или, вернее, кислород воздуха благотворно действует на брожение до тех пор, пока в сусле находится ещё много питательных веществ (сахаров); по мере израсходования последних образуются крайне мелкие дрожжевые клетки, долго сохраняющиеся в виде мути. Быстрому ходу брожения можно в значительной степени способствовать периодическим перемешиванием дрожжей, которые, оседая на дно, теряют прямой контакт с питательными веществами — нижние слои почти не функционируют. Перемешивать сусло можно механически или добавлением в него здоровых цельных ягод винограда; при этом сусло постоянно и автоматически перемешивается: ягоды, поднимаясь в бродящей жидкости вверх, увлекают за собой дрожжи. С целью ускорения брожения сусло иногда проветривают, то есть вводят в него воздух, путём перемешивания.
Брожение сусла красного винограда производится в больших бочках или конических чанах, причём и те, и другие могут быть закрытые и открытые.
При открытом брожении мезга вскоре всплывает на поверхность жидкости, образуя так называемую шапку. Шапка во избежание окисления при сообщении с воздухом должна быть время от времени погружаема в жидкость. При таком способе действия вино интенсивнее окрашивается и брожение происходит полнее. Перемешивание мезги или погружение шапки, даёт успешные результаты, но также требует постоянного наблюдения за бочками; соприкосновение же шапки с воздухом может повлечь за собой порчу сусла (появление уксусной кислоты), а недостаточно частое погружение шапки лишает вино некоторой (подчас значительной) доли красящего вещества.
При закрытом брожении мезга удерживается в сусле с помощью ложного (продырявленного) дна; иногда таких доньев вставляется в чан несколько. Этот способ даёт удовлетворительные результаты.
Терпкие вина, то есть богатых дубильными веществами (танинами), могут быть получены тем, что красное вино оставляют долгое время с кожурой. Также к вину может добавляться вытяжка из цельных виноградных косточек. Правда, размельчённые косточки дают более крепкий настой, но зато вино потом труднее очищается. Вытяжка из гребней, особенно не вполне созревших, сообщает вину неприятный вкус.
После того, как бурное брожение вина прекратилось и температура его почти что сравнялась с температурой окружающего воздуха, вино начинает успокаиваться и на дне бочки накапливаются дрожжи, винный камень и другие вещества. Отделение вина от осадка является необходимым этапом, которому подвергается молодое вино. Дрожжи по прекращении брожения, если не своевременно отделены от вина, медленно разлагаясь, могут вызвать порчу вина. Отсюда следует важность своевременного отделения вина от дрожжей. Раннее, как и позднее отделение дрожжей ведёт к ухудшению качества вина. В молодом вине, отделённом от дрожжей, наступает так называемое тихое брожение, продолжающееся иногда довольно долго (2—3 года), так как редко условия первоначального брожения бывают настолько благоприятны, чтобы произошло полное разложение сахара, находящегося в сусле.
В крепких ликёрных винах брожение прекращается при образовании в них 15—16° спирта. Объясняется это тем, что при таком количестве спирта жизнедеятельность дрожжей становится уже невозможной.
Так как бочку, в которой идёт тихое брожение, нельзя забить наглухо, а излишний доступ воздуха может вызвать порчу вина, то в погребном хозяйстве пользуются особыми бродильными шпунтами (работающими по принципу гидрозатвора), с помощью которых легко удаляется образующаяся в бочке углекислота и вино защищается от вредного влияния кислорода.
Во время тихого брожения идёт медленная переработка остаточного сахара дрожжами и постепенное оседание отмирающих дрожжей и винного камня на дно бочки — вино начинает понемногу осветляться. По прошествии некоторого времени вино переливают в другую, слабо окуренную серой бочку. Переливкой вина преследуются две цели: во-первых, осаждение и удаление белковых веществ (дрожжей) и, во-вторых консервация. Прозрачное вначале вино, подвергаясь при переливке продолжительному воздействию воздуха, спустя 4—5 дней делается мутным вследствие выделения белков, а затем начинает вновь очищаться. Переливку вина повторяют не менее трёх раз в год: в декабре или январе, марте или апреле и раз осенью. Перелитое вино следует хранить при температуре не ниже 12 °C.

### Усушка
Вино подвержено постоянному, хотя и медленному испарению из бочек или усушке. Количество испаряющегося вина зависит от температуры и степени влажности помещения; от размера клёпок, от размера бочек, от того, новые ли они или старые, от возраста и степени густоты вина, от перемен погоды, от времени года и прочих факторов. Чем выше температура подвала и чем суше в нём воздух, тем больше испаряется вина; чем плотнее дубовое дерево, из которого обыкновенно делаются винные бочки, и чем толще клёпки, тем незначительнее усушка. Потеря через испарение увеличится, если сохранять вино в тонких, пористых или новых бочках, когда дерево ещё не пропиталось вином и поры клёпки не заполнились кристаллами винного камня.
В среднем ежегодное уменьшение количества вина через усушку составляет 4—5 %. Кислород воздуха, поглощаемый вином, обусловливает различного рода изменения в его составных частях: белковые, как и экстрактивные и частью красящие вещества, окисляясь, делаются нерастворимыми и осаждаются на дне бочки, а дубильные вещества сообщают белым винам более тёмный и красно-бурый цвет.
Часто в обиходе виноделов усушку называют «долей ангелов», связывая это с тем, что естественное испарение вина уходит якобы на Небеса.

### Доливка
Вино начинает портиться, если пустое пространство, образующееся в бочке от испарения вина, будет заполнено воздухом, в котором присутствуют споры различных микроорганизмов. Для предохранения вина от порчи необходимо держать бочки постоянно полными, а втулочное отверстие их хорошо и плотно заколотить шпунтом, нижний конец которого должен соприкасаться с вином. Отсюда следует необходимость в периодическом доливании бочек. Доливка должна производиться регулярно, через регулярные промежутки времени, продолжительность которых находится в зависимости от того, какое вино имеется на складе. Бочки с выдержанным вином нуждаются в доливке реже, чем заключающие в себе молодое вино; бочки с дорогими винами следует доливать чаще бочек, содержащих дешёвые сорта; в сухих подвалах и погребах требуется более частая доливка бочек, чем в сырых помещениях, и т. д.
Доливать бочки нужно вином одного сорта, одного по возможности качества, одного возраста, одной местности. Не следует доливать бочку старого вина вином молодым, ещё не перебродившим или мутным и больным. Молодые вина требуют доливку более частую, чем старые, потому что при тихом брожении, наступающем после бурного, падает температура жидкости, отчего, а также от влияния углекислоты, продолжающей выделяться и увлекающей спирт и воду, уменьшается объём вина. Если принять во внимание ещё то обстоятельство, что молодое вино легко портится вследствие того, что содержит в себе благоприятствующие развитию микроорганизмов азотистые и другие вещества, то станет понятным требование правильного погребного хозяйства — доливать бочки с молодым вином в первый месяц через каждые 3—4 дня, потом раз в неделю, раз в две недели и в редких случаях раз в месяц.
Бочки выдержанных вин сохраняются обычно с повёрнутым на бок шпунтовым отверстием, чем устраняется доливка, или она производится по прошествии продолжительного времени.

### Купаж
Купаж — смесь в определённом соотношении разнообразных виноматериалов, коньячных спиртов, бренди с компонентами, установленными техническими инструкциями для придания вину, вермуту, коньяку, бренди типичности, обеспечения улучшения его вкуса и аромата.

### Очистка
Несмотря на многократные переливки, в вине остаётся муть, для удаления которой его подвергают фильтрации или же очистке посредством добавления рыбьего клея, желатина, яичного белка и других веществ. К очистке вина приступают перед разливкой в бутылки, когда оно уже созрело в бочках. Для осветления белых вин употребляется главным образом рыбий клей. В вине клей в присутствии алкоголя только съёживается и слабо растворяется. Растворяющие клей вещества составляют исключительно кислоты, заключающиеся в вине, в особенности яблочная и винная. Этот легко портящийся на воздухе раствор необходимо окурить серой, если он предназначается к хранению впрок; нагревание раствора также портит клей. Лучшим клеем считается белужий, отличающийся нежным волокнистым строением. Раствор клея перед употреблением разжижают осветляемым вином, хорошенько взбивают метёлкой и вливают в бочку; смешивание производится либо раскачиванием бочки, либо взмешиванием вина деревянной палкой. Когда произошло полное осаждение клея, очистившееся вино сливают, а гущу, остающуюся на дне бочки, фильтруют. Для очистки вина, богатого белковыми веществами, необходимо прибавление дубильных веществ, содержащих танины, либо для придания вину специфического вкуса. Применяются дубильные вещества, полученный из химически очищенных чернильных орешков, а также вытяжка из виноградных косточек и гребней.

### Фильтрование
Фильтрование вина — один из хороших способов очистки вин (главным образом белых). Фильтр, задерживая плавающие в вине органические (белковые) вещества, предохраняет вино от порчи, которой оно бывает подвержено особенно в первый год. Крепость вина при фильтровании заметно не уменьшается, но молодые красные вина становятся после него более светлыми вследствие того, что часть красящих веществ, не успевших ещё раствориться, остаётся на фильтре.
Креплёные вина фильтруются на патронных фильтрах с использованием глубинных фильтроэлементов из полипропилена рейтинга 1 мкм.
Сухие и полусладкие вина фильтруются в две ступени: на первой используются глубинные фильтроэлементы рейтинга 1—0,5 мкм, на второй — мембранные рейтинга 0,45 мкм для белых и 0,65 мкм для красных вин.

## Розлив вина

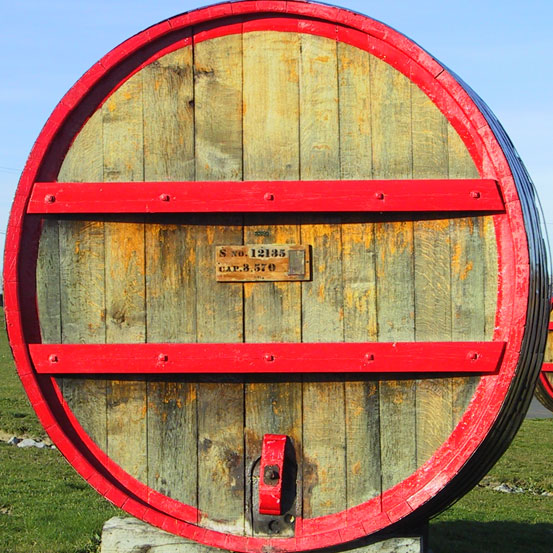

Когда вино полностью перебродило, что наступает при типичных условиях погребного хозяйства через 2,5—3 года, приступают к его очистке и к розливу в бутылки. В последних вино лучше сохраняется, так как оно уже не подвержено вредному влиянию воздуха. Вино в бутылках от взаимодействия составных частей продолжает улучшаться, оно становится более ароматным. Белые вина, кроме того, становятся желтее или вообще темнее в цвете, а красные, выделяя часть красящих веществ, приобретают бурый оттенок. Бутылки, наполненные вином и плотно закупоренные пробками, следует держать в прохладном сухом месте и непременно в лежачем положении (см. Виноградное вино).

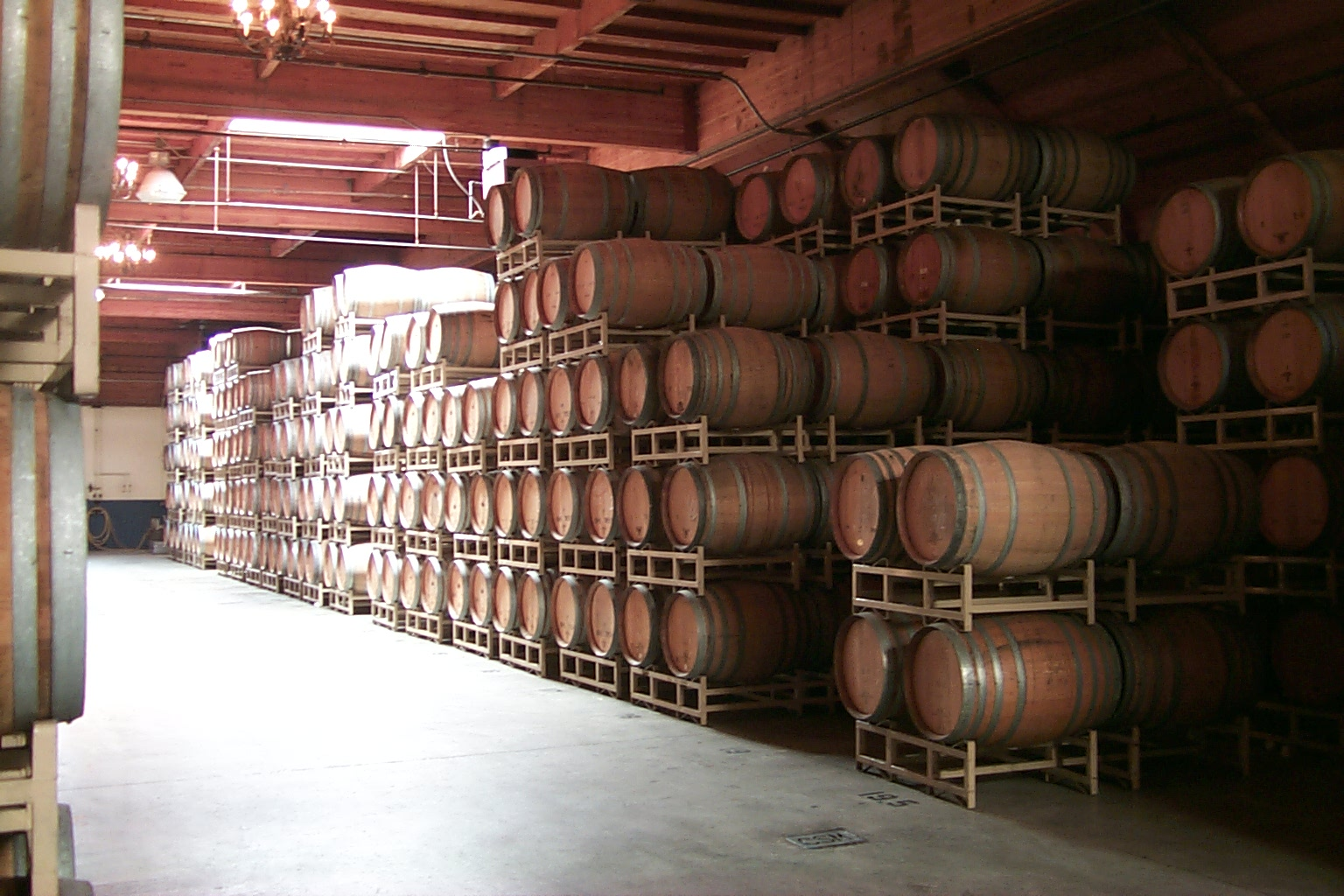

### Предотвращение порчи вина
Порче, то есть разного рода заболеваниям, подвергаются чаще всего слабые вина, поэтому увеличение крепости является для них необходимым. Для этой цели прибегают к добавлению в вино спирта (доводя содержание последнего до 12—15°). Лучше всего употреблять виноградный спирт и только в крайнем случае — хорошо очищенный (без примеси сивушных масел) хлебный спирт.
Крепость вина может быть увеличена также вымораживанием. Вино, подверженное продолжительному действию мороза, приобретает большую крепость, легко и хорошо очищается и становится стойким к порче.

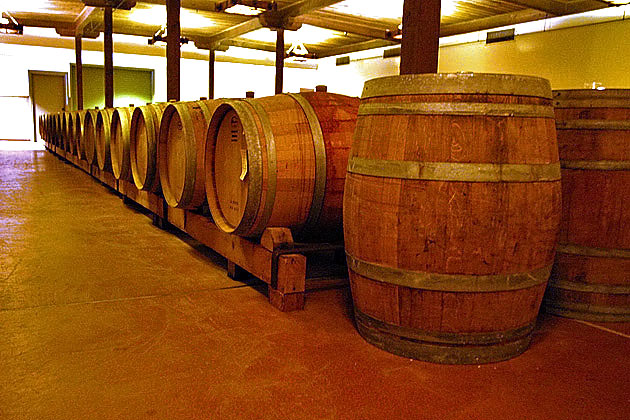

Вино с понижением его температуры начинает изменяться: около 0° оно начинает мутнеть, а ниже (−5…−7 °C) в нём появляются тонкие кристаллы или пластинки льда. Вино оставляется на морозе одни, двое, трое и более суток, в зависимости от степени холода (холод ниже −12 °C может, однако, иметь вредные последствия), после чего оно сливается (через нижнее втулочное отверстие). Так как от него отделяются кристаллы льда, то оно становится несколько более крепким. Слитое вино выдерживается несколько дней в холодном (0 °C) вентилируемом помещении, через 4—6 недель переливается в чистую бочку и спускается в подвал. На дне бочки, в которой морозилось вино, остаётся тёмный или чёрный осадок, состоящий из винного камня (малорастворимого в холодной и богатой спиртом жидкости), азотистых (белковых) и красящих веществ. Этот осадок может быть весьма обильным при вымораживании молодых вин, которые должны быть предварительно отделены от густых дрожжей; такого осадка меньше в старых, простых и белых винах и больше в красных винах.
Вымороженные вина хоть и содержат в себе меньше красящих начал, но имеют живой яркий цвет, приятны на вкус, который напоминает как и при пастеризации (нагревании), вкус «варёного вина», и выделяют при хранении в бочках и бутылках очень мало осадка. Осаждением ферментов под влиянием холода устраняется возможность нового тихого или вторичного брожения, что особенно часто бывает с винами смешанными (купажными), которым присущ некоторый нежелательный специфический вкус, остающийся иногда довольно долго, но легко исчезающий от действия мороза. Вымороженные вина не портятся при транспортировании, обладают большей (на 1/2—1 и более процентов) крепостью, чем вина, из которых они получены, большей кислотностью и концентрацией, но меньшей ароматичностью. Способ вымораживания, при котором, как и при пастеризации вина, ничего постороннего в вино не вводится, может быть рекомендуем для вин простых и средних по качеству, но вряд ли он может быть признан рациональным для тонких и вообще высоких по качеству вин. В местностях, где зимы не суровые и морозы небольшие, для получения вымороженных вин с успехом можно пользоваться морозильниками. В тех случаях, когда в погребе имеются вина с различной крепостью, то путём их смешения (купажа) можно получить вино, которое, обладая повышенным содержанием спирта, труднее подвергается вредным изменениям.

### Пастеризация
Происхождение болезней вина обусловливается различного рода присутствующими в воздухе микроорганизмами. Во избежание заболеваний в СССР считалось необходимым использовать разработанный ещё Пастером процесс «пастеризации», состоящий в том, что вино нагревается до 60—75 °C в закупоренных и не совсем полных бутылках на водяной бане или с помощью особых аппаратов. Нагревание ведёт к искажению органолептических свойств вина и за пределами постсоветского пространства используется крайне редко.

## Хранение и выдержка
После завершения изготовления вина его разливают в бутылки, с последующей пастеризацией или без неё. Бутылки укладывают так, чтобы пробка была в вине.
В бутылке оставляют минимальный объём воздуха, так как чем меньше объём воздуха, тем меньше происходит окисление. Чтобы обеспечить хранение вин надлежащим образом, их помещают в винницы — специальные склады (погреба). Погреб для хранения вина должен быть сухим, удалённым от всего, могущего заплесневеть, загнить, портиться, так как всё это влияет на вкус и аромат вин, даже разлитых и закупоренных в бутылки.
Самодельное вино, готовое для разливки, должно быть абсолютно прозрачным. Разливку делают в ясный и тихий день, чтобы в воздухе не носились пыль и микробы брожения. Накануне бутылки тщательно вымывают и поворачивают горлышком вниз. Пробки вымачивают в вине, спирте или коньяке.
Лучшая температура — около 8 градусов. Кроме этого, воздух в виннице должен быть свеж и чист. Высота установки бочек должна позволять установить кран и под кран свободно ставить бутылку с воронкой при розливе вина.
Хранение вин должно быть организовано таким образом, чтобы вино не могло дрожать при проезде транспорта, в самом помещении должна быть равномерная температура в течение года.
Сразу после розлива вина в бутылку пробку спускают в спирт или коньяк тем концом, который идёт в горлышко бутылки, из-за чего пробка идёт в горлышко лучше.
Пробка вставляется специальной машинкой. Снаружи горлышко покрывают специальной смолкой, сургучом и, чтобы обеспечить дальнейшее хранение вин, кладут бутылки на бок, чтобы пробка была в вине.
Когда желают пить выдержанное в бутылке вино, бутылку кладут в корзину осторожно, в том же положении, как она лежала. В помещении дают вину согреться до комнатной температуры. В пробку ввинчивают штопор и боковым винтом без толчков штопор вывинчивают. Затем осторожно наливают вино в графин.
Хранить перелитое в графин вино нельзя, поскольку выдержанное вино на воздухе довольно быстро окисляется и ухудшает свои качества.
Хранение вина в деревянной бочке
Винные бочки делают из дуба. Другие породы древесины не создают полной гармонии. Лучшие бочки — из клёпок горного дуба.
Можно сказать, что от бочки во многом зависит качество вина и успех виноделия. В деревянной бочке вино хранится, выдерживается, формируется, приобретает свойственные данному типу вин окраску, вкус, букет и всё, что входит в понятие полной гармонии. Поэтому говорят, что «бочка делает вино».
Выдержка
Стадии созревания и старения продолжаются длительное время и включают бочковую и бутылочную выдержки вин.
Мнение виноделов о продолжительности жизни вина и оптимальных сроках выдержки при соблюдении условий хранение вин противоречивы. Что вполне естественно, так как виноград поступает на виноделие разных сортов и качества, по-разному происходит процесс приготовления вина.
Но наивысших качеств вино достигает к 12—16 годам, а после 20 лет начинает увядать и к 45 — деградирует. У столовых вин наилучшая жизненная пора — 10—20 лет, а после 25 они начинают ухудшаться. В то же время крепкие вина (мадера, токай) развиваются до 50—60 лет. Херес живёт свыше 160 лет.

## Болезни вина
К болезням вина относят поражения, дефекты и нежелательные изменения свойств вин, которые происходят в результате деятельности аэробных бактерий, а также других причин. К наиболее распространённым болезням вин относятся: цветение, виннокислое брожение, ожирение, прогорклость, а также болезни, возникшие при обработке некачественного сырья (поражённого винограда).

## Подделка вина (фальсификация)
Подделка вина (фальсификация) — умышленное изменение качества вина для получения прибыли.
В самой основе фальсификации виноградного вина, как и вообще всяческой фальсификации, лежит стремление к получению лёгкой прибыли. Для того, чтобы получить натуральное вино требуется вложение большого труда и значительных средств. Главными поставщиками фальсификатов всегда выступали крупные города. В винодельческих районах, где в избытке имелось по доступной цене виноградное вино, фальсификация была ограничена, но она также быстро развивалась, как только уменьшалось производство.

## Виноделие в мире
До середины XX века тон в области виноделия задавали пять основных винопроизводящих стран: Франция, Италия, Германия, Испания и Португалия. Вина из традиционных винодельческих стран Европы принято называть винами Старого Света, а вина из всех остальных стран — винами Нового Света. Иногда к последним относят также вина Великобритании, Польши и Швеции — достаточно северных стран Европы, где полноценное виноградарство стало возможным лишь с глобальным потеплением на рубеже XX и XXI веков. 
До повсеместного распространения холодной ферментации в стальных ёмкостях самые жаркие винодельческие регионы (например, Сицилия в Италии, Андалусия в Испании, Мадейра в Португалии, Австралия) специализировались на выпуске десертных креплёных вин, так как сухие / полусухие вина из этих регионов не считались конкурентоспособными на мировом рынке (в частности, по причине отсутствия достаточной кислотности).
Крупнейшие страны — производители вина по количеству производимой продукции (в тысячах гектолитров):
| Страна     | 2010    | 2011    | 2012    | 2013    | 2014    | 2015    | 2016    | 2017    | 2018    | 2024    |
| ---------- | ------- | ------- | ------- | ------- | ------- | ------- | ------- | ------- | ------- | ------- |
| Италия     | 48,525  | 42,772  | 45,616  | 52,029  | 44,739  | 50,000  | 50,900  | 42,500  | 48,500  | 44,100  |
| Франция    | 44,381  | 50,757  | 41,548  | 42,004  | 46,698  | 47,000  | 45,200  | 36,600  | 46,400  | 36,100  |
| Испания    | 35,353  | 33,397  | 31,123  | 45,650  | 41,620  | 37,700  | 39,300  | 32,500  | 40,900  | 31,000  |
| США        | 20,887  | 19,140  | 21,650  | 23,590  | 22,300  | 21,700  | 23,600  | 23,300  | 23,900  | 21,100  |
| Аргентина  | 16,250  | 15,473  | 11,778  | 14,984  | 15,197  | 13,400  | 9,400   | 11,800  | 14,500  | 10,900  |
| Австралия  | 11,420  | 11,180  | 12,260  | 12,500  | 12,000  | 11,900  | 13,100  | 13,900  | 12,500  | 10,200  |
| Чили       | 8,844   | 10,464  | 12,554  | 12,820  | 10,500  | 12,900  | 10,100  | 9,500   | 12,900  | 9,300   |
| ЮАР        | 9,327   | 9,725   | 10,569  | 10,982  | 11,316  | 11,200  | 10,500  | 10,800  | 9,500   | 8,800   |
| Германия   | 6,906   | 9,132   | 9,012   | 8,409   | 9,334   | 8,900   | 9,000   | 7,500   | 9,800   | 7,800   |
| Португалия | 7,148   | 5,622   | 6,308   | 6,237   | 6,195   | 7,000   | 6,000   | 6,700   | 5,300   | 6,900   |
| Россия     | 6,400   | 6,353   | 6,400   | 5,300   | 4,900   | 5,600   | 5,200   | 4,700   | 4,700   | 5,400   |
| Румыния    | 3,287   | 4,058   | 3,311   | 5,100   | 3,700   | 3,600   | 3,300   | 4,300   | 5,200   | 3,700   |
| Венгрия    | -       | -       | -       | 2,600   | 2,400   | 2,600   | 2,500   | 2,500   | 3,400   | 2,700   |
| Китай      | 13,000  | 13,200  | 13,511  | 11,780  | 11,178  | 11,500  | 11,400  | 11,400  | 10,800  | 2,600   |
| Прочие     | 27,847  | 30,906  | 27,194  | 31,000  | 27,100  | 29,800  | 29,900  | 30,900  | 30,700  | 22,400  |
| Итого      | 264,425 | 267,279 | 257,889 | 290,100 | 270,000 | 277,000 | 273,000 | 251,000 | 282,000 | 225,800 |